# Thalamocyclops soqotraensis
Thalamocyclops soqotraensis – gatunek widłonoga z rodziny Cyclopidae. Nazwa naukowa gatunku została po raz pierwszy opublikowana w 2002 roku przez zespół biologów: Iskandara M. Mirabdullayeva, Kaya Van Damme’a i Henriego J. Dumonta.